# Maxime Agueh
Maxime Agueh, né le 1er avril 1978, est un footballeur international (8 sélections) béninois. qui évolue au poste de gardien de but.
Il participe à la Coupe d'Afrique des nations 2004 avec le Bénin.

## Biographie
Lors de l'intersaison 2009, il participe au stage de l'UNFP destiné aux joueurs sans contrat.

## Clubs
- 1997-1998 : Lille OSC  France
- 1998-1999 : Luton Town  Angleterre
- 1999-2001 : KFC Denderleeuw EH  Belgique
- 2001-2002 : Saint-Marcellin  France
- 2002-2005 : ASOA Valence  France
- 2005-2006 : Acharnaikos  Grèce
- 2006-2007 : RFC Tournai  Belgique
- 2007-2009 : FC Gueugnon  France
- 2009-2010 : US Dunkerque  France